# Irene Tarimo
Irene Aurelia Tarimo, née le 1er octobre 1964, est une écologiste scientifique et éducatrice tanzanienne. Elle dirige le département des études environnementales à l'Open University of Tanzania (OUT), où elle est aussi maîtresse de conférence et chercheuse. Elle occupait le poste de directrice OUT dans la région de Lindi de 2007 à 2015,,,,.

## Diplômes universitaires et distinctions
En 1983, elle obtient un diplôme en biologie, chimie et éducation du Dar es Salaam Teachers College, qui s'appelle désormais Dar es salaam university college of education. En 2003, elle obtient un bachelor (licence) en sciences en éducation (avec distinction) de l'Open University of Tanzania, puis en 2007 une maîtrise ès sciences en sciences de l'environnement de l'Université de Dar es Salaam et un doctorat ès sciences en contrôle de la pollution de l'environnement et en modélisation pour l'écologie de l'Open University of Tanzania avec l'Université de Copenhague,. En 2011, elle devient chercheuse invitée à l'Université du Montana. En 2019, elle reçoit un certificat du Center for Foreign Relations.